# Galeria Boydell Shakespeare

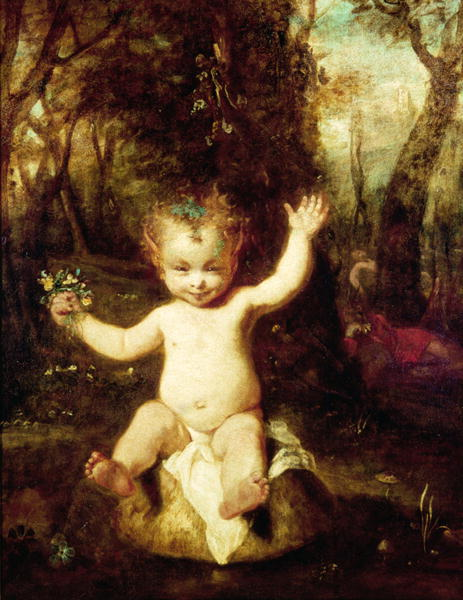
Pintura de Joshua Reynolds, intitulada Puck (1789), para a galeria Boydell Shakespeare, e baseada na obra de Parmigianino, "Virgem com São Zacarias, Maria Madalena e São João".

A Galeria Boydell Shakespeare (conhecida originalmente como Boydell Shakespeare Gallery em inglês) foi um projeto de três partes iniciado em novembro de 1786, pelo pintor e editor John Boydell, num esforço por fomentar a criação de uma escola de pintura histórica britânica. Em primeiro lugar, planejava focar na publicação de uma edição ilustrativa das obras teatrais de William Shakespeare, e em segundo lugar na elaboração de um folio de gravuras. No entanto, durante o período de 1790, a galeria de Londres que apresentou as pinturas originais emergiu como o elemento mais popular do projeto.
Durante o século XVIII, Shakespeare desfrutou de uma renovada popularidade na Grã-Bretanha, como publicaram-se novas edições de suas obras literárias, suas peças dramáticas foram revividas no teatro, e criaram-se numerosos trabalhos de arte que ilustravam suas produções e obras teatrais. Capitalizando o interesse do público, Boydell decidiu publicar uma grande edição ilustrada das obras de Shakespeare, na que exibiria o talento de pintores e gravadores britânicos. Além disso, elegeu ao reconhecido erudito e editor George Steevens, para que vigiasse a edição, a qual se publicou entre 1791 e 1803.
A imprensa reportou semanalmente a construção da galeria, (desenhada pelo arquiteto inglês George Dance, o Jovem, num solar localizado em Pall Mall, em Londres). Boydell encarregou vários trabalhos a pintores famosos da época, como Joshua Reynolds, o que fez que o folio de gravados se convertesse no legado mais duradouro de sua iniciativa empresarial. Contudo, o grande atraso em publicar os gravados e a edição ilustrada provocou a crítica. Isto se deveu ao fato de que os integrantes do projeto Boydell se encontravam escassos de tempo e numerosas ilustrações tiveram que ser realizadas por artistas de menor categoria, causando que o produto final da empresa fosse julgado como decepcionante. O projeto deixou à assinatura Boydell em falência, e seus membros viram-se forçados a vender a galeria mediante uma loteria.

## Shakespeare no século XVIII

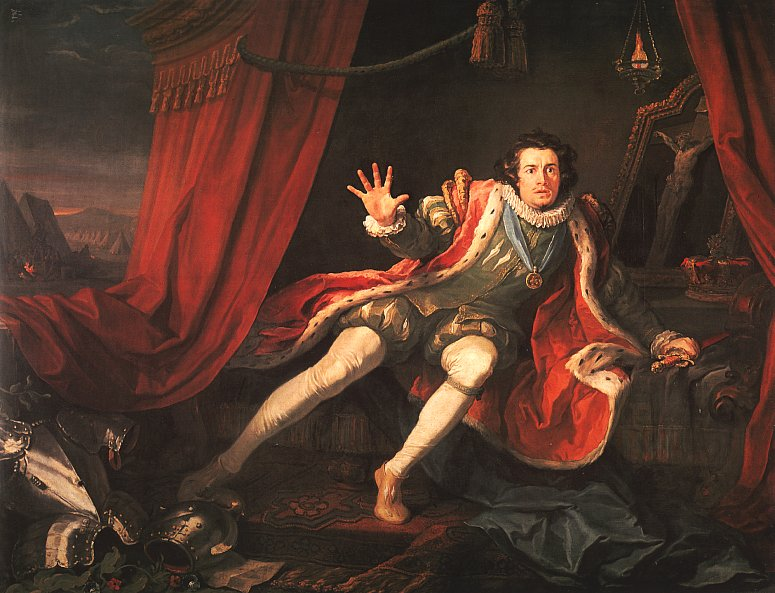
Retrato de David Garrick posando como Ricardo III e pintado por William Hogarth em (1745).

No século XVIII, associou-se a Shakespeare com o crescente nacionalismo britânico, e Boydell aproveitou o mesmo estado de ânimo social que outros empresários estavam a explodir.Shakespeare não só atraía à sociedade de elite que se orgulhava por seu gosto artístico, mas também à emergente classe média que via em suas obras a visão de uma sociedade diversificada. O ressurgimento de suas obras teatrais na metade do século, foi provavelmente o motivo que foi reintroduzido ao público britânico. As obras teatrais de Shakespeare consistiram no elemento integral para o renascimento do teatro durante este período. Apesar do incremento da assistência aos teatros, escrever tragédias não era rentável, pelo que se escreveram escassas de boa qualidade. As obras de Shakespeare recheavam este vazio nos repertórios, e como resultado sua reputação aumentou. No final do século XVIII, uma de cada seis obras de teatro apresentadas em Londres pertencia a Shakespeare.
O ator, diretor, e produtor David Garrick foi uma figura chave no renascimento teatral de Shakespeare. Sua relatada super atuação, suas produções teatrais sem rival, suas numerosas e importantes representações, e sua espetacular obra Jubileo de Shakespeare, ajudaram a promover Shakespeare como um produto comerciável e a converter à dramaturgo nacional. O teatro real Drury Lane encabeçado por Garrick foi o centro da mania de Shakespeare que chocou toda a nação.
As artes visuais tiveram também um importante papel em propagar o gosto popular por Shakespeare. Em particular, as conversation pieces desenhados maioritariamente para lares geraram uma ampla audiência para as artes literárias, especialmente a arte shakesperiana. Esta tradição iniciou com William Hogarth (cujos gravados conseguiram ser difundidos a todos os níveis sociais) e quem obteve seu momento cúspide nas exibições na Royal Academy, onde expunha pinturas, desenhos e esculturas. As exibições converteram-se em importantes eventos públicos, sendo prova disso o fato de que as multidões se agruparam para presenciar-las e os jornais se esforçavam por mostrar com grande detalhe os trabalhos expostos. Com o tempo converteram-se num lugar de última moda e do que muitos indivíduos desejavam participar —anos mais tarde a galeria Boydell Shakespeare obteria o mesmo prestígio—. Neste processo, o público voltou-se a familiarizar com os trabalhos de Shakespeare.

### Edições de Shakespeare
A crescente popularidade de Shakespeare na Grã-Bretanha coincidiu com a acelerada mudança da tradição oral na cultura de impressão. No entanto, no final do século o fundamento sobre o qual se baseava sua alta reputação sofreu uma transformação. Originalmente, tinha sido respeitado como dramaturgo, mas uma vez que o teatro se associou com as massas, seu status como Grande escritor se realçou. E de modo que emergiram duas tendências na cultura de impressão de Shakespeare: edições populares para a burguesia e edições críticas para eruditos.
A modo de obter alguns ganhos, os vendedores de livros elegeram autores reconhecidos, como Alexander Pope e Samuel Johnson, para que editassem as novas edições de Shakespeare. De acordo com o erudito Gary Taylor, o criticismo shakesperiano associou-se tanto com a personagem dramática da literatura inglesa do século XVIII… que não podia ser extraído sem desenraizar um século e lhe deu exposição nacional. A primeira edição de Shakespeare do século XVIII foi também a primeira edição ilustrada de suas obras teatrais, sendo publicada em 1709 por Jacob Tonson e editada por Nicholas Rowe. As obras apareceram em livros agradáveis e legíveis de pequeno formato nos quais supostamente deviam… ser de uso comum ou para o jardim, mais claro de uso doméstico e não deviam se empregar como parte de uma coleção de biblioteca. No século XVIII, Shakespeare chegou a estar domesticado, particularmente com a publicação de edições familiares como a de Bell no período de 1773 e de 1785-86, as quais se promoviam como livros mais instrutivos e inteligíveis, especialmente para as damas jovens e a juventude em general; como retiraram as indecências manifestadas.
As edições académicas também proliferaram. Em princípio, foram editadas por autores acadêmicos como Pope (1725) e Johnson (1765), mas anos mais tarde isto mudou. Editores como George Steevens (1773, 1785) e Edmond Malone (1790) produziram edições meticulosas com um número extenso de anotações de pé de página. As primeiras edições agradaram à classe média e também aos indivíduos interessados em estudar Shakespeare academicamente. Contudo, as edições seguintes estiveram dirigidas unicamente a eruditos. A edição de Boydell, ao final do século, tentava unir estas duas tendências diferentes, mediante o uso de ilustrações e a colaboração do editor George Steevens, quem nessa época era considerado um dos maiores eruditos de Shakespeare.

## Empresa Boydell Shakespeare

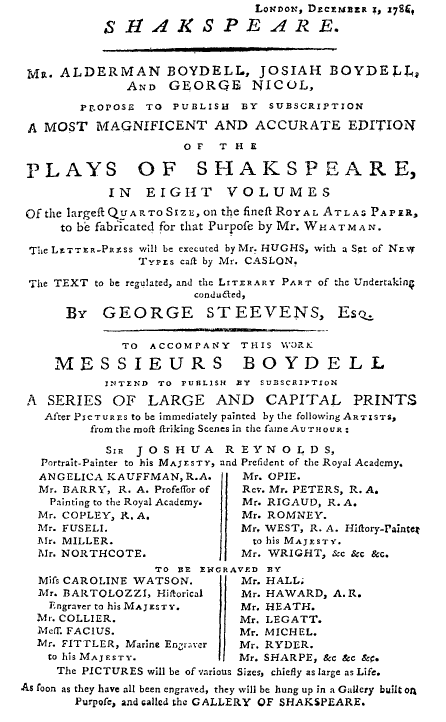
O prospecto para o projeto empresarial Boydell estabelece que “o seguinte trabalho é assumido em honra a “SHAKSPEARE” (ou Shakespeare) – com a visão de estimular e melhorar as artes da pintura e o gravado neste reino”.

O projeto Boydell Shakespeare continha três partes: uma edição ilustrada das obras de Shakespeare; uma série de gravados em folio das pinturas expostas na galeria (originalmente com a intenção de que fosse um folio de gravados da edição das obras teatrais de Shakespeare); e uma galeria pública em onde as pinturas verdadeiras usadas para as impressões seriam exibidas.
A ideia de criar uma grande edição de Shakespeare foi concebida durante um jantar na casa de Josiah Boydell (o sobrinho de John) no final de 1786. Cinco relatos deste encontro têm sobrevivido, e entre estes se encontram a listagem de convidados e uma reconstrução da conversa, os quais têm sido recopilados. A lista de convidados reflete a faixa dos contatos de Boydell no mundo artístico, e incluem personagens como Benjamin West, quem era pintor de Jorge III; George Romney, um pintor de renome; George Nicol, vendedor de livros do rei; William Hayley, um poeta; John Hoole, um erudito e tradutor de Tasso e Aristóteles; e Daniel Barithwaite, secretário do diretor geral de correios e pratono de artistas como Romney e Angelica Kauffmann. A maioria dos relatos também mostram a presença do pintor Paul Sandby na reunião.

Boydell desejava utilizar a edição para ajudar a estimular a escola da pintura histórica britânica. Escreveu no prefácio do folio que queria avançar essa arte para a maturidade, e estabelecer uma escola inglesa de pintura histórica. Um documento da corte usado por Josiah para arrecadar as dívidas dos clientes após a morte de Boydell, relata a história do jantar e as motivações deste último: 

Boydell disse: Já gostaria de esclarecer o estigma que todos os críticos estrangeiros arrojam contra esta nação - que eles não tinham um gênio da arte histórica. Declarou que por seu sucesso promovendo o gravado, estava seguro de que os ingleses não desejavam mais que o autêntico estímulo e um tema adequado para sobre sair na pintura histórica. O estímulo que iria se precisar em encontrar, sim se tivesse assinalado o tema correto. O Senhor Nicol contestou que existia um grande tema nacional relativo ao qual poderia não ter segunda opinião, e mencionou a Shakespeare. A proposta foi recebida com clamor pelo Vereador John Boydell e o resto de convidados. 

No entanto, como Frederick Burwick argumenta em sua introdução a uma coleção de ensaios que trata sobre a galeria, …apesar de qualquer reclamação que Boydell possa fazer sobre aprofundar a causa da pintura histórica na Inglaterra, a verdadeira força que uniu aos artistas para criar a galeria Shakespeare, foi a promessa da publicação de seus gravados e a distribuição de suas obras.
Após seu sucesso inicial, muitos quiseram acreditar em sua criação. Johann Heinrich Füssli, por muito tempo reclamou que seu planejamento da abóbada (uma imitação da Abóbada da Capilla Sixtina) tinha servido como inspiração a Boydell para construir o edifício. Assim mesmo, James Northcote reclamou que suas obras pictóricas, O fallecimiento de Wat Tyler e O assassinato dos jovens príncipes na torre tinham motivado a Boydell a iniciar o projeto. Apesar disto, de acordo com Winifred Friedman, quem tem pesquisado extensivamente sobre a galeria Boydell, estabelece que possivelmente a maior influência sobre Boydell foram os sermões de Joshua Reynolds na Royal Academy referentes à superioridade da pintura histórica.
A logística desta empresa foi difícil de organizar. Boydell e Nicol queriam produzir uma edição ilustrada de um trabalho volumoso e pretendiam encadernar e vender os 72 gravados separados num folio. Desta maneira, precisava-se uma galeria para exibir as pinturas das quais os gravados tinham surgido. A edição ia ser financiada através de uma campanha de assinatura, durante a qual os compradores deveriam pagar parte do preço ao contado e o restante quando recebessem a edição em seu domicílio. Esta prática incomum era requerida pelo facto de que ao final se tinham gastado 350.000 libras esterlinas (uma enorme soma de dinheiro nesses tempos). A galeria abriu suas portas em 1789, contando com 34 pinturas e acrescentaram-se outras 33 em 1790, quando os primeiros gravados foram publicados. O último volume da edição e a coleção de gravados foram publicados em 1803. No meio do projeto, Boydell decidiu que poderia fazer mais dinheiro se publicasse diferentes gravados no folio do que na edição ilustrada; e como resultado as duas séries de imagens não são idênticas.
Publicaram vários anúncios nos jornais. Quando uma assinatura era circulada com uma medalha estampada, a cópia estabelecia: os fomentadores desta grande empresa nacional também terão a satisfação de saber, que seus nomes serão registados para a posteridade, como os padrões do gênio nativo, ferido com suas próprias mãos, no mesmo livro, com os melhores soberanos. A linguagem de ambos médios, o anúncio e a medalha, enfatizavam o papel que a cada subscritor tinha no patrocínio das artes. Os subscritores em sua maioria proviam/provinham da classe média londrina, e não eram aristócratas. Edmond Malone, um editor e rival da edição de Shakespeare, escreveu que antes que o esquema tenha sido criado corretamente, ou as propostas completamente impressas, aproximadamente seiscentas pessoas tinham entregado seus nomes, e pago sua assinatura a uma coleção de livros e gravados que custaria à cada pessoa, eu creio, um estimado de nove guineas; e jogando um relance à lista, não há nem sequer vinte nomes entre eles que sejam conhecidos.

## Edição ilustrada de Shakespeare e folio

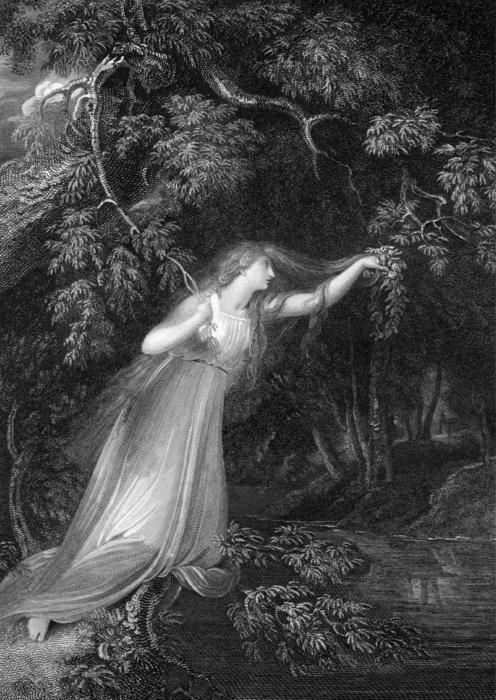
Ofelia por Richard Westall, e gravada por J. Parker para a edição ilustrada Boydell das “Obras dramáticas” de Shakespeare.

A magnífica e acertada edição que Boydell iniciou em 1786, ia ser o enfoque principal de sua iniciativa empresarial – Boydell via ao folio impresso e à galeria como ramificações do projeto principal. Num anúncio que antecipava o primeiro volume da edição, Nicol escreveu que o esplendor e a magnificência, junto à correção do texto eram os grandes propósitos desta edição. Por si sozinhos, os volumes eram estupendos, com páginas com douradura de pan de ouro, e que ao invés das anteriores edições acadêmicas estava isenta de pés de página. Cada obra teatral tinha sua própria página para o título, seguida de uma lista das personagens do drama. Boydell não poupado em nenhuma despesa, e contratou aos experientes de tipogrâfía, chamados William Bulmer e William Martin, para que desenvolvessem um novo tipo de letra específico para a edição. Nicol explica no prefacio que “estabeleceram uma impressão… e uma fundição para moldar os caracteres, e até uma fábrica para realizar a tinta”. Boydell também elegeu utilizar um papel de alta qualidade de grão fino, conhecido como papel Whatman. As ilustrações foram impressas independentemente e podiam ser insertas ou removidas, a eleição do comprador. Os primeiros volumes das “Obras dramáticas” foram publicados em 1791, e os últimos números em 1805.

Boydell foi o responsável pelo esplendor, e George Steevens, quem era o editor geral, foi o responsável pelas correções do texto. De acordo com Evelyn Wenner, que tem estudado vastamente a história da edição Boydell, tem declarado que Steevens foi inicialmente um apaixonado defensor do plano mas “cedo se deu conta que o editor do texto no verdadeiro esquema dos fatos devia dar passo aos pintores, publicadores e gravadores”. Mas, Steevens estava totalmente decepcionado com a qualidade dos gravados, mas preferiu não fazer comentários para não pôr em risco as vendas da edição. O Steevens, que já tinha editado duas edições completas de Shakespeare, não lhe pediu que editasse o texto novamente; ao invés, teve a oportunidade de eleger que versão do texto que devia ser re-impresa. Wenner descreve a resultante edição híbrida: 

As trinta e seis obras teatrais impressas dos textos de Isaac Reed e Edmond Malone, dividem-se nos seguintes três grupos: (1) cinco obras de teatro dos primeiros três números impressos da edição de Reed de 1875 e com várias mudanças adaptadas do texto de Malone de 1790, (2) O “Rei Lear” e as seis obras teatrais dos seguintes três números impressos da edição de Malone de 1790, mas exibindo evidentes desvios do texto básico, (3) as vinte e quatro obras teatrais dos últimos números também foram impressas do texto de Malone, mas foram ajustadas para cumprir com a edição própria de Steevens de 1793.

Através da edição, preferiu-se utilizar ortografia moderna (do século XVIII), como a usada no Primeiro Folio.
Boydell procurou os pintores e gravadores mais eminentes da época para que contribuíssem com suas pinturas à galeria, com seus gravados para o folio, e ilustrações para a edição. Os artistas incluíram Richard Westall, Thomas Stothard, George Romney, Johann Heinrich Füssli, Benjamin West, Angelica Kauffmann, Robert Smirke, John Opie, Francesco Bartolozzi, Thomas Kirk, e o sobrinho de Boydell e sócio da empresa, Josiah Boydell.
O folio e a edição ilustrada foram com ampla vantagem a maior empresa de gravados jamais empreendida na Inglaterra. Um colecionista e marchante de gravados chamado Christopher Lennox-Boyd, expressou, se não tivesse existido um mercado para os gravados, nenhuma das pinturas teria sido comissionada, e poucos sim talvez algum dos artistas, se tivessem arriscado a pintar composições tão elaboradas. Os acadêmicos acham que uma variedade de métodos de gravado foram empregues e que o médio preferido: foi o gravado em linha devido a sua clareza e resistência, e porque tinha uma alta reputação. Também se utilizou, o método de gravado a pontos, que era mais rápido e frequentemente usado para produzir efeitos de sombra, mas se desgastava com mais velocidade e era menos valorizado. Muitas das placas utilizaram uma mistura de ambas técnicas. Vários eruditos têm sugerido que também se usaram os procedimentos de gravado a média tinta e gravado ao aguatinta. No entanto, Lennox-Boyd alega que examinando de perto as placas confirmam que estes métodos não foram empregados e argumenta que estes eram totalmente inadequados: a média tinta se desgastava rapidamente e o água tinta era demasiado nova para a época (possivelmente não teriam suficientes artistas para a executar). A maioria dos gravadores de Boydell eram também artistas treinados; por exemplo, Bartolozzi era reconhecido por sua técnica de gravado a pontos.

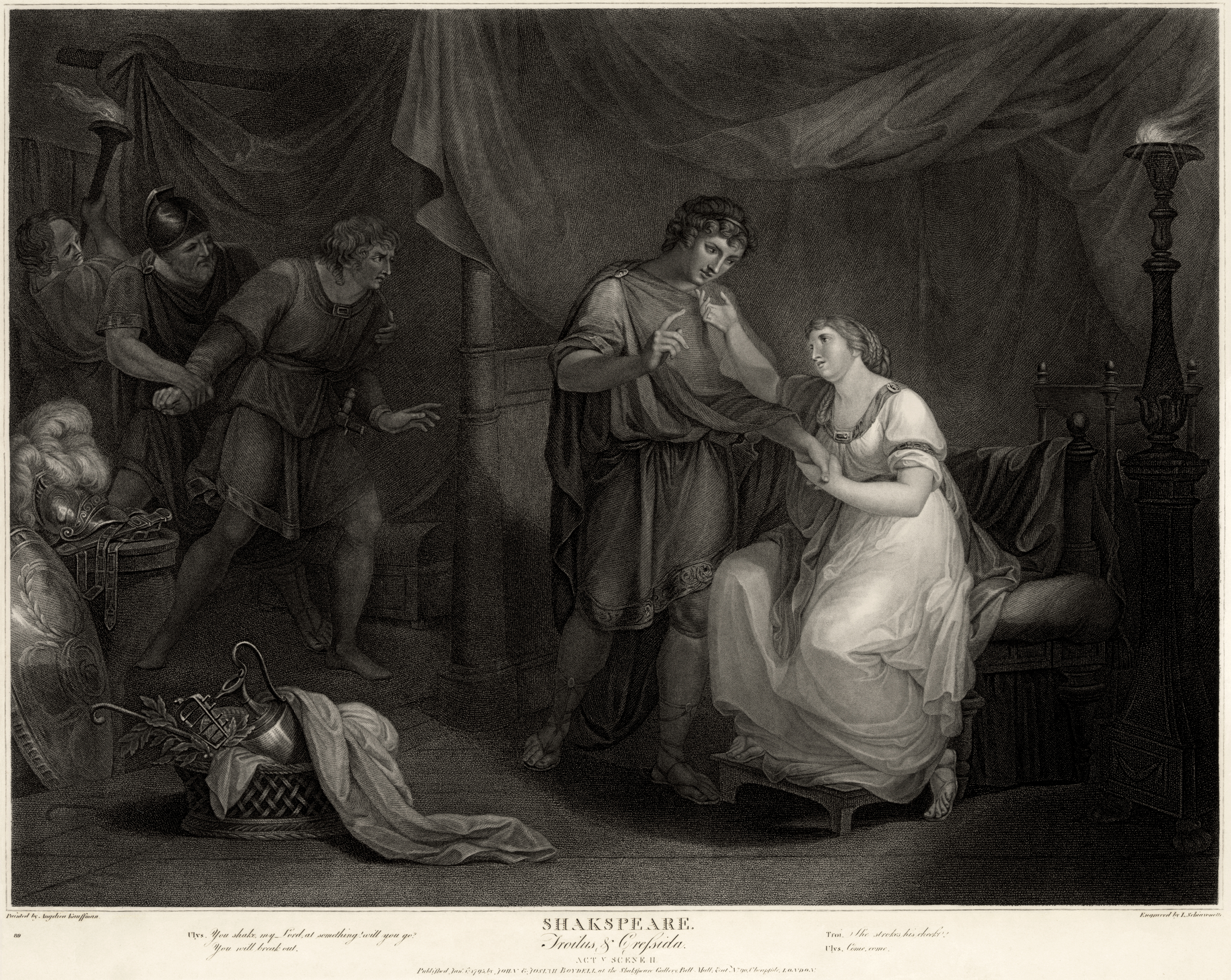
Angelica Kauffmann descreveu sua cena de Troilo e Crésida, gravada por Luigi Schiavonetti para o folio: Troilo olha a sua esposa em amoroso discurso com Diomedes e quer apressar para sua loja para atrapar-lhes por surpresa, mas Ulisses e os outros não lhe permitem se acercar por médio do uso da força.

As relações de Boydell com seus ilustradores eram geralmente boas e agradáveis. Um de seus ilustradores, chamado James Northcote, elogiou os pagamentos liberais de Boydell. Northcote escreveu em 1821 uma carta na que estabelecia que Boydell fez mais que um avanço nas artes da Inglaterra em comparação com toda a nobreza em conjunto! Pagou-me mais nobremente que outras pessoas, e sua memória sempre irá ser conservado com reverência. Normalmente, Boydell pagava aos pintores entre 105£ e 210£, e aos gravadores entre 262£ e 315£ libras esterlinas. Em primeiro lugar, Joshua Reynolds recusou a oferta de Boydell para que trabalhasse no projeto, mas aceitou após ser pressionado. Boydell ofereceu a Reynolds “carta branca” por suas pinturas, entregando-lhe um pagamento inicial de £500, uma soma extraordinária para um artista que nem sequer tinha realizado um trabalho específico. Finalmente, Boydell pagou-lhe a Reynolds um total de £1.500.
Existem 96 ilustrações nos nove volumes da edição ilustrada, e cada obra teatral tem pelo menos uma ilustração. Aproximadamente dois terços das obras teatrais, 23 de 36, estão ilustradas por um só artista. Ao redor de dois terços do total do número de ilustrações, ou ao menos 65 delas, foram completadas por três artistas: William Hamilton, Richard Westall e Robert Smirke. Os ilustradores principais da edição eram conhecidos como ilustradores do livro, enquanto a maioria dos artistas incluídos no folio eram conhecidos por suas pinturas. Lennox-Boyd argumenta que as ilustrações da edição têm uniformidade e coerência em comparação com o folio, como os artistas que trabalhavam na edição entendiam sobre ilustrações de livros, enquanto os encarregados em trabalhar no folio se enfrentavam a um método não familiar.
O folio impresso, titulado Uma coleção de gravados, de quadros pintados com o propósito de ilustrar as obras dramáticas de Shakespeare, pelos artistas da Grã-Bretanha (em inglês: A Collection of Prints, From Pictures Painted for the Purpose of Illustrating the Dramatic Works of Shakespeare, by the Artists of Great-Britain) de 1805, foi originalmente criado com a intenção de que fosse uma colecção de ilustrações da edição, mas alguns anos no projeto, causaram que Boydell alterasse seu propósito. Pensou que venderia mais folios e edições se os gráficos utilizados eram diferentes em ambos. Dos 97 gravados feitos a partir das pinturas, dois terços foram realizadas por dez artistas. Três artistas criaram um terço das pinturas. Ao todo, 31 artistas contribuíram com suas obras.

## Edifício da galeria

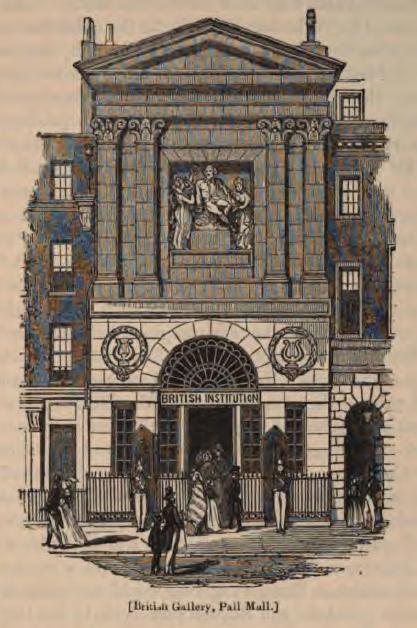
Gravado de Charles Knight do edifício da Galeria Boydell Shakespeare, do arquitecto George Dance o Jovem, em 1851, após sua compra pela Instituição Britânica.

Em junho de 1788, Boydell e seu sobrinho asseguraram o empréstimo de construção para edificar a galeria Boydell no solar número 52 localizado na rua Pall Mall e contrataram o George Dance o Jovem como arquiteto do projeto, que justamente nesse momento era servidor público encarregado de vigiar as obras da cidade. A rua "Pall Mall" nesse tempo tinha uma mistura de residências caras e operações comerciais, como lojas de livros, clubes de deputados, que eram populares e considerados de moda para a sociedade londrina. A zona também abarcava alguns estabelecimentos menos gentis como o King’s Place (agora conhecido como Pall Mall Place), localizado num beco que atravessava este e a parte posterior da galeria Boydell, no qual era um bordel de alta categoria construido por Charlotte Hayes. À frente de “King's Place”, imediatamente ao oriente do edifício Boydell, se encontrava a residência de George Nicol que tinha comprado o terreno em 26 de fevereiro de 1787, exactamente no lote 51, e era um vendedor de livros que iria ser futuro esposo da filha maior de Josiah Boydell, chamada Mary Boydell. Como uma indicação da mudança de carácter do setor, esta propriedade anteriormente tinha albergado ao clube de cavalheiros “Goostree” (1773-1787), o qual tinha iniciado como um estabelecimento de jogo para homens jovens ricos, e que mais tarde se converteu num clube de reformistas políticos que contava com membros como William Pitt e William Wilberforce.

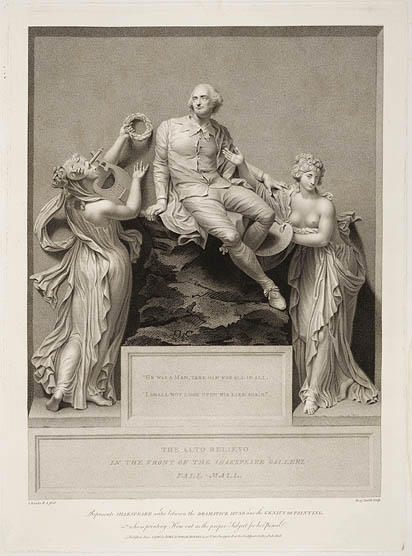
Escultura de Thomas Banks, intitulada Shakespeare atendido pela musa da pintura e a poesia

O edifício da galeria Shakespeare do arquiteto Dance, tinha um monumental frontón de pedra de estilo neoclássico na parte superior e a nível do solo um vestíbulo que ocupava todo o edifício. Três salões de exibição interconectados localizavam-se no segundo nível, com um total de mais de (370 metros quadrados) de espaço de parede para pendurar quadros. A fachada de dois andares de altura, não era especialmente grande em relação com a rua, mas seu classicismo sólido gerava um efeito imponente. Alguns relatos descrevem o exterior como um encofrado em cobre.
O andar inferior da fachada estava dominado por uma ampla porta abobadada ou em forma de arco de médio ponto, localizada no centro. O arco sem moldura repousava sobre uns amplos pilares, cada um separado por janelas estreitas, e os quais estavam encabeçados por uma simples cornisa. Dance colocou um travessão cruzando o portão ao nível da cornija o qual continha a inscrição: "Galeria Shakespeare” (em inglês: Shakespeare Gallery). Embaixo do travessão encontravam-se as portas principais de rendimento, com painéis de vidro e farois aos lados que faziam jogo com as janelas do custado. Uma clarabóia em forma radial ou de semicírculo ocupava o espaço da luneta sobre o travessão. Em cada uma das enjutas, à cada lado do arco, Dance instalou relevos com o motivo de uma lira dentro de uma coroa ribeteada. Sobre isto se encontrava um aparelho de mampostería que dividia o nível inferior com o nível superior.
A fachada superior continha um par de pilastras à cada lado, um grosso entablamento e um pedimento triangular. O arquitecto John Soane criticou a combinação de pilastras delgadas e o pesado entablamento do arquiteto Dance, e catalogou-as como uma estranha e extravagante incoerência. Os capitais que dominavam a parte superior das pilastras ostentavam arabescos  em forma de fósseis de ammonoidea. Dance inventou este motivo neoclássico exclusivamente para a galeria que foi denominado ordem ammonoidea. No espaço entre as pilastras, Dance localizou uma escultura de Thomas Banks intitulada “Shakespeare atendido pela musa da Pintura e da Poesia”, pela qual o artista recebeu como pagamento 500 guineas. A escultura representava a Shakespeare, reclinando-se numa rocha, entre a musa da tragédia (Melpómene) e a genialidade da pintura. Embaixo da escultura tinha um painel sobre um pedestal com uma inscrição de uma citação de Hamlet: “Era um homem tão completo em todo que não espero achar outro semelhante”.

## Reação

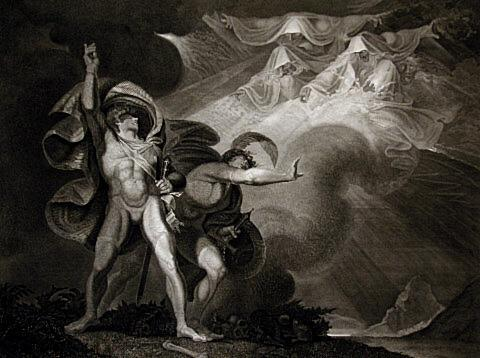
Johann Heinrich Füssli, "Revelação no monumental e o grotesco" em suas cenas de Macbeth

Quando a Galeria Shakespeare abriu suas portas pela primeira vez, em 4 de maio de 1789, continha 34 pinturas, e durante seus últimos dias de funcionamento contava com aproximadamente 167 e 170 obras pictóricas. (O inventário exato é incerto e a maioria de pinturas têm desaparecido, unicamente ao redor de 40 pinturas podem ser identificadas com certeza). De acordo com Frederick Burwick, durante seus dezesseis anos de operação, a galeria refletiu a transição do neoclasicismo ao romantismo. Obras de arte por artistas como James Northcote representam o lado conservativo ou os elementos neoclássicos da galeria, enquanto os trabalhos de Johann Heinrich Füssli representam o novo movimento romântico emergente. William Hazlitt elogiou a Northcote num ensaio titulado Sobre a antiguidade dos artistas (em inglês: "On the Old Age of Artists”), no que manifestava, Eu concebo que qualquer pessoa estaria impressionada com o senhor Füssli a primeira vista, mas desejaria visitar ao senhor Northcote mais frequentemente.
A galeria por si mesma, era um sucesso de moda baixo a mirada do público. Os jornais constantemente publicavam atualizações sobre a construção da galeria, e até incluíam os desenhos das fachadas propostas. O jornal The Daily Advertiser publicava uma coluna semanal dedicada à galeria desde o mês de maio até agosto (que era a temporada de exibições). Os artistas que tinham influência com a imprensa, e Boydell também, publicavam artigos anônimos para aumentar o interesse pela galeria, com a esperança de que as vendas da edição incrementariam.
Ao princípio da iniciativa empresarial, as reacções da galeria eram geralmente positivas. O jornal Public Advertiser anunciou em 6 de maio de 1789: os quadros em general brindam um espelho do poeta… A Galeria Shakespeare aposta com justiça formar uma época na história das Belas Artes, e confirma a superioridade da escola Inglesa. O jornal The Times escreveu um dia depois: 

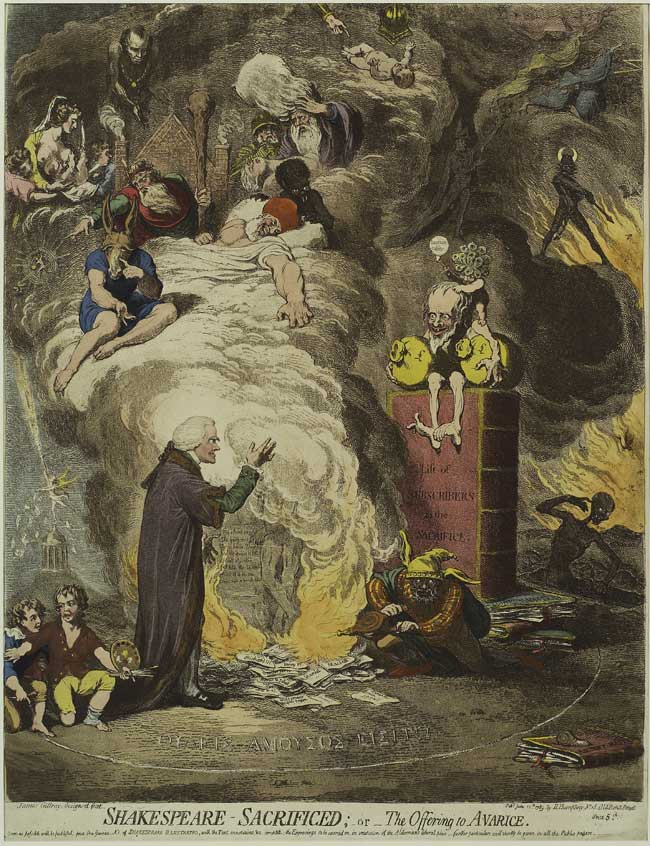
Caricatura de James Gillray satirizando a iniciativa empresarial Boydell, e titula-se: Shakespeare sacrificado; ou, O oferecimento da avareza.

Este estabelecimento pode ser considerado com grande sinceridade, como a primeira pedra da escola pictórica inglesa, e é peculiarmente honorariamente um grande país comercial, que por tal distinta circunstância está endividado a um carácter comercial - tal instituição - colocará, no calendário das artes, o nome de Boydell na mesma faixa que os Médici de Itália.

O mesmo Füssli podia ter escrito a avaliação do jornal Analytical Review, no qual se elogiava o plano geral da galeria enquanto ao mesmo tempo se duvidava: tal variedade de temas, poderia supor-se, que deveriam exibir uma variedade de poderes; dos quais nem todos podem ser os primeiros; enquanto alguns devem se alçar, outros devem se desvanecer, e outros se contentar a caminhar com dignidade. Não obstante, de acordo com Frederick Burwick, os críticos da Alemanha “responderam à Galeria Shakespeare com mais minuciosa e meticulosa atenção que os críticos da Inglaterra”.

Com o transcurso do projeto o criticismo aumentou: o primeiro volume não apareceu até 1791. James Gillray público uma caricatura chamada Boydell sacrificando a obra de Shakespeare ao demônio da bolsa de dinheiro. O ensaísta e próximo de converter-se em co-autor do livro de meninos Contos baseados no teatro de Shakespeare (1807) conhecido como Charles Lamb criticou à empresa desde o começo:

Que dano não me fez a Galeria Boydell Shakespeare com Shakespeare. Ao ter o Shakespeare de Opie, o Shakespeare de Northcote, o Shakespeare do delirante Füssli, o Shakespeare do zopenco West, o Shakespeare do surdo Reynolds, em vez do Shakespeare meu e de todos. Estar atado a um rosto autêntico de Julieta!, Ter o retrato de Imogena!, Pára confinar o ilimitado!.

Northcote, enquanto apreciava a generosidade de Boydell, também criticou os resultados do projeto: Com a exceção de poucas pinturas de Joshua Reynolds e John Opie, e – espero acrescentar-me — a mim mesmo, foi uma coleção de deterioração da imbecilidade além de ser horrível para a vista, e se converteu, como esperava que seria, na ruína dos pobres assuntos de Boydell.

## Colapso

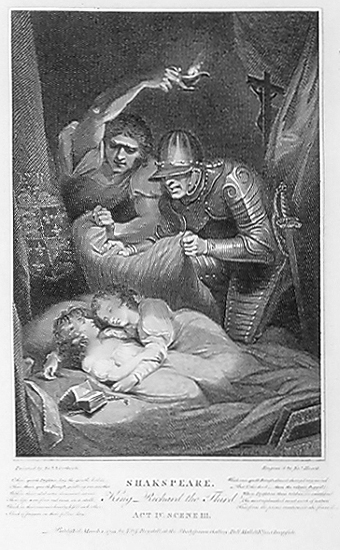
Gravado que faz referência à obra Ricardo III, Ato IV, cena 3: O palácio. O título da obra é “O assassinato dos jovens príncipes” (em inglês “Murder of the princes”, de 1791), gravado por James Heat e baseado na pintura de James Northcote.

Ao longo do ano de 1796, as assinaturas à edição tinham declinado aproximadamente em dois terços. O pintor e diarista Joseph Farington documentou que este acontecimento foi devido à má qualidade dos gravados:

“West disse que olhou os gravados de Shakespeare e se sentia pesaroso de ver que eram de uma qualidade inferior. Manifestou que a exceção de sua “Lear” por Sharpe, de "Os meninos na torre" por Northcote, e alguns outros gravados minúsculos, tinha muito poucos gravados que podiam ser aprovados. Tal mistura de gravado a pontos, e tal deficiência geral com respeito ao desenho, levaram-no a observar que os gravadores pareciam saber muito pouco, e que os volumes apresentavam uma massa de obras que não lhe estranhava que tivessem sido a causa pela qual numerosos subscritores declinaro a continuar sua assinatura".

A mistura de estilos de gravados foi arduamente criticada; o gravado em linha era considerado superior e os artistas e subscritores sentiram aversão por esta mistura com métodos de gravado de menor qualidade. Assim mesmo, os gravadores de Boydell atrasaram-se com sua agenda, adiando todo o projeto. Por esta razão, enquanto a empresa de Boydell começava a fracassar, Boydell viu-se obrigado a contratar artistas de menor faixa para concluir com os volumes, como Hamilton e Smirke, que realizaram trabalhos de menor custo. Os historiadores de arte moderna coincidem geralmente em que a qualidade dos gravados, particularmente no folio, é inferior. Contudo, a participação de diferentes artistas e gravadores causou uma carência de coesão estilística na obra.
Apesar de que a empresa Boydell conseguiu ter 1.384 subscritores, a taxa de assinatura diminuiu, e a permanência das assinaturas restantes estava altamente em dúvida. Ao igual que muitos negócios da época, a assinatura Boydell manteve muito poucos registros. Unicamente os clientes sabiam o que tinham comprado. Isto ocasionou numerosas dificuldades com devedores que reclamavam que eles não se tinham subscrito, ou que se tinham subscrito por menos. Muitos subscritores também ignoraram pagar, e Josiah Boydell passou vários anos após a morte de John tentando lhes forçar a cancelar suas dívidas.
Os Boydell focaram toda sua atenção na edição de Shakespeare e em outros grandes projetos como A história do rio Támesis (em inglês The history of the River Thames) e as “Obras completas de John Milton" (em inglês The Complete Works of John Milton), ao invés de iniciativas menores, que eram mais rentáveis. Quando a empresa Shakespeare e o livro de Támesis falharam, a assinatura não tinha capital para continuar com seus negócios. A princípios de 1789, com o começo da Revolução francesa, o negócio de exportação de John Boydell a Europa foi diminuido. Em meados dos anos 1790s e a inícios do 1800, dois terços de seus negócios, que dependiam das operações de exportação, estavam em séria dificuldade financeira.
John Boydell decidiu apelar ao parlamento com o fim de obter um projeto de lei privado que lhe autorizasse a realizar uma loteria que lhe permitisse dispor de tudo o que pertencia à empresa. Boydell morreu antes de que se levasse o sorteio, mas viveu o suficiente como para ver que a cada um dos 22.000 boletos foram comprados unitariamente por três guineas. A loteria teve lugar em 28 de janeiro de 1805: teve 64 boletos ganhadores, sendo o prêmio maior a galeria e sua coleção de pinturas. O ganhador do prêmio maior foi William Tassie, um gravador e desenhador de pedras preciosas, proveniente da localidade de “Leicester Fields” (hoje em dia Leicester Square). Josiah Boydell ofereceu a Tassie comprar-lhe a galeria com as pinturas por 10.000£ mas este recusou a oferta e preferiu leiloar as pinturas na casa de leilões Christie's. A coleção de pinturas e dois relevos da escultora Anne Damer venderam-se por 6.181,186£ libras esterlinas. A obra escultórica da fachada da galeria, que era do autor Thomas Bank, inicialmente se ia manter como monumento da tumba de Boydell. No entanto, a escultura permaneceu na fachada do edifício, que se converteu na “Instituição Britânica de Artes da Rainha” (melhor conhecido como British Institution), até que esta edificação foi derrubada em 1868-69. A escultura de Banks foi transladada a Stratford-upon-Avon e erigida em New Place (última residência de Shakespeare), entre os meses de junho e janeiro de 1870. A loteria salvou a Josiah da falência como ganhou 45.000£, que lhe permitiram começar novamente um negócio de imprenssão

## Legado

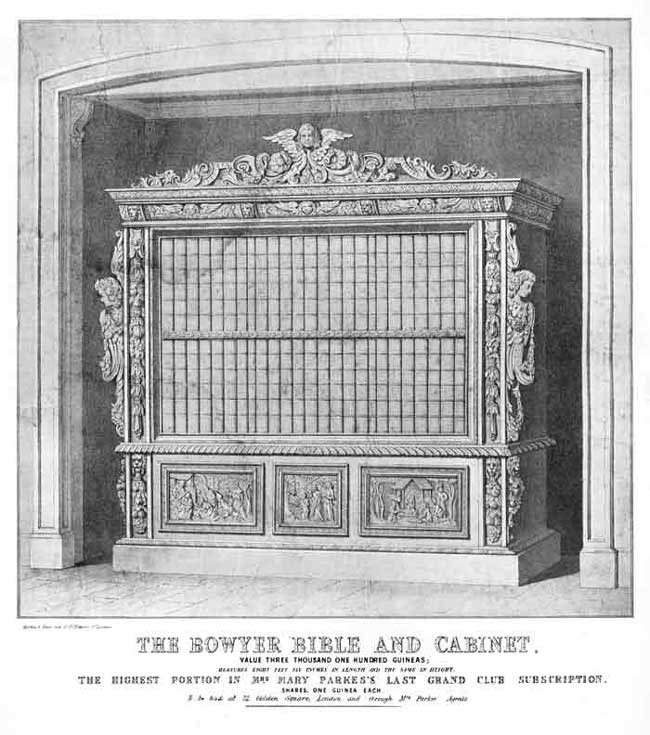
Ambos, Robert Bowyer e Thomas Macklin se embarcaram em edições ilustrativas da Biblia que finalmente foram agrupadas no que iria se denominar “A Biblia Bowyier” (em inglês “Bowyer’s Bible”).

Desde o princípio, o projeto Boydell inspirou vários imitadores. Em abril de 1788, após o anúncio da criação da Galeria Boydell Shakespeare, mas um ano antes de sua abertura, Thomas Macklin abriu uma galeria de poetas no antigo edifício do Royal Academy, ao sul de Pall Mall. A primeira exibição apresentou a obra de dezenove artistas diferentes, incluindo a Füssli, Reynolds, e Thomas Gainsborough. A galeria acrescentava novas pinturas a cada ano de temas provenientes da poesia, e no ano 1790 estes temas foram suplementados com cenas bíblicas. A “Galeria dos Poetas” (em inglês “The Gallery of the Poets”) fechou em 1797, e todo seu conteúdo foi oferecido numa loteria. No entanto, isto não deteve que Johann Heinrich Füssli abrisse uma galeria dedicada a John Milton no mesmo edifício, em 1799. Outra iniciativa empresarial similar foi a “Galeria Histórica” (em inglês “Historic Galllery”) inaugurada por Robert Bowyer na Casa “Schomberg” localizada na rua 87 Pall Mall, aproximadamente em 1973. Esta galeria acumulou 60 pinturas (muitas destas executadas pelos mesmos artistas que trabalharam para a Boydell) que foram comisionados para ilustrar a nova edição de David Hume, titulada A história da Grã-Bretanha (em inglês “The History of Great Britain”). Finalmente, Robert Bowyer teve que pedir uma permissão ao parlamento para a venda de sua galeria numa loteria no ano de 1805, como ao igual que a empresa Boydell, esta também foi um fracaso financeiro.
As pinturas e os gravados que fizeram parte da galeria de Boydell afctaram o modo em que as obras teatrais, se ilustrassem, atuassem e pusessem em cena durante o século XIX. Também se converteram em objeto de crítica importantes obras como Lições de Shakespeare (Em inglês Lectures on Shakespeare) pertencente ao poeta romântico e ensaísta Samuel Taylor Coleridge, igualmente na critica dramática de William Hazlitt. Apesar de criticar as produções teatrais da galeria, Charles Lamb conjuntamente com sua esposa, Mary Lamb, utilizou as mesmas lâminas ilustrativas do projeto Boydell para ilustrar seu livro de meninos, Contos baseados no teatro de Shakespeare (em inglês Tais from Shakespeare, 1807).
O legado mais perdurável da empresa consistiu no folio, o qual se publicou novamente ao longo do século XIX, e em 1867, com a ajuda da fotografia toda as séries de gravados, a exceção dos retratos de suas majestades Jorge III e a rainha Carlota, foi apresentado em novo formato mais prático e idôneo para bibliotecas ordinárias ou salões, e oferecido como comemorativo para celebrar o tricentenario do nascimento de Shakespeare. Os acadêmicos têm descrito ao folio Boydell como o precursor do moderno coffee table book.

## Lista de obras de arte
As listas do Folio e a Edição Ilustrada foram tomadas do livro de Winifred Friedman, titulado “Boydell’s Shakespeare Gallery”.

### Esculturas
- "Shakespeare atendido pela musa da pintura e a poesia" por Thomas Banks (Localizada originalmente na fachada da galeria).
- Coriolano por Anne Seymour Damer (Bajorrelieve).
- Antonio e Cleopatra por Anne Seymour Damer (Bajorrelieve).